# 1926年至1927年英格蘭足總盃
1926/27球季英格蘭足總盃（英語：FA Cup），是第52屆英格蘭足總盃，今屆賽事的冠軍是卡迪夫城，他們在決賽以1:0擊敗阿仙奴，奪得冠軍。本屆賽事繼續在舊溫布萊球場舉行。
來自威爾斯的球隊卡迪夫城擊敗了本土勁旅阿仙奴而勇奪冠軍。他們首次奪得冠軍，亦成為首支奪得足總盃冠軍的非英格蘭球隊。

## 外部連結
1. 英格蘭足總盃官網Archive-It的存檔，存档日期2012-04-24
2. 英格蘭足總盃 歷屆冠軍（页面存档备份，存于）